# 골격 애니메이션

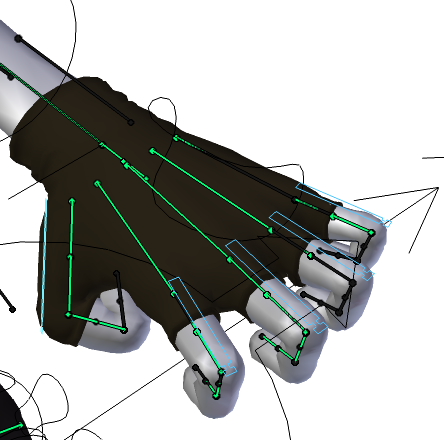
뼈가 녹색이다.

골격 애니메이션(Skeletal animation) 또는 리깅(rigging)은 다음 2가지로 표현된다:
- 캐릭터를 그리기 위해 사용되는 표면 표현(메시 또는 스킨)
- 상호 연결된 부분의 계층적 집합(골격을 구성하는 뼈대). 메시를 움직이게 하기 위해(포즈, 키프레임) 사용되는 가상의 아마추어(armature)를 구성함.[1]

이 기법은 인간과 기타 유기적 인물을 애니메이션하는 데 자주 사용되지만 애니메이션 프로세스를 보다 직관적으로 만드는 데만 사용되며 동일한 기법을 사용하여 문, 숟가락, 건물, 은하와 같은 개체의 변형을 제어할 수 있다. 예를 들어 애니메이션 개체가 휴머노이드 캐릭터보다 더 일반적인 경우 "뼈" 집합은 계층적이거나 상호 연결되지 않을 수 있지만 단순히 영향을 미치는 메시 부분의 모션에 대한 상위 수준 설명을 나타낼 수 있다.
이 기법은 1988년 나디아 마그네나 탈만, 리차드 라페리에르 및 다니엘 탈만에 의해 소개되었다. 이 기법은 단순화된 사용자 인터페이스를 통해 애니메이터가 종종 복잡한 알고리즘과 막대한 양의 기하학을 제어할 수 있도록 하는 거의 모든 애니메이션 시스템에서 사용된다. 특히 역운동학 및 기타 "목표 지향적" 기법을 통해 이루어진다. 그러나 원칙적으로 이 기법의 의도는 실제 해부학이나 물리적 프로세스를 모방하는 것이 아니라 메쉬 데이터의 변형을 제어하는 것이다.

## 기술
조쉬 페티의 교육용 문서에 의함
리깅은 캐릭터가 움직일 수 있도록 만드는 것이다. 리깅의 과정은 3d모델 또는 이미지를 가져와서 스켈레톤, 근육을 만들고 그것을 캐릭터에 붙이며, 애니메이팅 하는데 사용하는 일련의 애니메이션 컨트롤을 만드는 것이다.
이 기술은 본질적으로 일련의 뼈(실제 해부학적 특징과 일치하지 않아도 됨)을 구성한다. 때로는 명사로 리깅이라고도 한다. 각각의 뼈는 기본 바인드 포즈로부터의 세 가지 차원의 변환(위치, 크기 및 방향을 포함)과 선택적인 상위 뼈를 가지고 있다. 따라서 뼈는 계층 구조를 형성한다. 자식 노드의 전체 변환은 부모 변환과 자체 변환의 곱으로 이루어진다. 따라서 대퇴골을 움직이면 하반다리도 움직인다. 캐릭터가 애니메이션되면 뼈는 어떤 애니메이션 컨트롤러의 영향을 받아 시간이 지남에 따라 변환된다. 리그는 일반적으로 서로 상호 작용할 수 있는 전방 키네마틱스 및 역방향 키네마틱스 부분으로 구성된다. 스켈레톤 애니메이션은 리그의 전방 키네마틱스 부분을 참조한다. 여기서 완전한 뼈 구성은 고유한 포즈를 식별한다.
스켈레톤의 각 뼈는 캐릭터의 시각적 표현(메쉬)의 일부와 관련이 있다. 이를 스키닝이라고 하는 프로세스이다. 가장 일반적인 다각형 메시 캐릭터의 경우, 뼈는 메시의 다각형을 구성하는 정점 그룹과 관련이 있다. 예를 들어, 인간 모델의 대퇴골에 해당하는 뼈는 모델의 대퇴의 다각형을 이루는 정점과 관련이 있을 것이다. 캐릭터의 피부 일부는 일반적으로 여러 뼈와 관련이 있으며, 각각의 뼈는 버텍스 가중치 또는 블렌드 가중치라고 불리는 스케일링 요소를 가지고 있다. 두 개의 뼈의 관절 근처의 피부 이동은 따라서 두 개의 뼈에 의해 영향을 받을 수 있다. 대부분의 최신 그래픽 엔진에서는 스킨닝 프로세스가 GPU에서 셰이더 프로그램에 의해 수행된다.
다각형 메시의 경우, 각 정점은 각 뼈에 대한 블렌드 가중치를 가질 수 있다. 정점의 최종 위치를 계산하기 위해 각 뼈에 대한 변환 행렬이 만들어지며, 이를 적용할 때, 정점을 먼저 뼈 공간에 넣은 다음 메시 공간으로 다시 넣는다. 정점에 대한 행렬을 적용한 후 해당 가중치로 스케일링된다. 이 알고리즘은 행렬-팔레트 스킨닝 또는 선형 블렌드 스킨닝이라고 불린다. 왜냐하면 뼈 변환(변환 행렬로 저장)의 집합이 스킨 정점이 선택할 수 있는 팔레트를 형성하기 때문이다.

## 같이 보기
- 3차원 컴퓨터 그래픽스
- 컷아웃 애니메이션